# Saarinen (sjö i Leppävirta, Norra Savolax, 62,63 N, 27,97 Ö)
Saarinen är en sjö i kommunen Leppävirta i landskapet Norra Savolax i Finland. Sjön ligger 120,9 meter över havet. Den är 14 meter djup. Arean är 71 hektar och strandlinjen är 5,44 kilometer lång. Sjön  ingår i Vuoksens huvudavrinningsområde.   Den ligger omkring 31 kilometer sydöst om Kuopio och omkring 320 kilometer nordöst om Helsingfors. 
I sjön finns ön Saarisensaari. 